# Campanula hispanica
Campanula hispanica är en klockväxtart som beskrevs av Heinrich Moritz Willkomm. Campanula hispanica ingår i släktet blåklockor, och familjen klockväxter. Inga underarter finns listade i Catalogue of Life.

## Bildgalleri

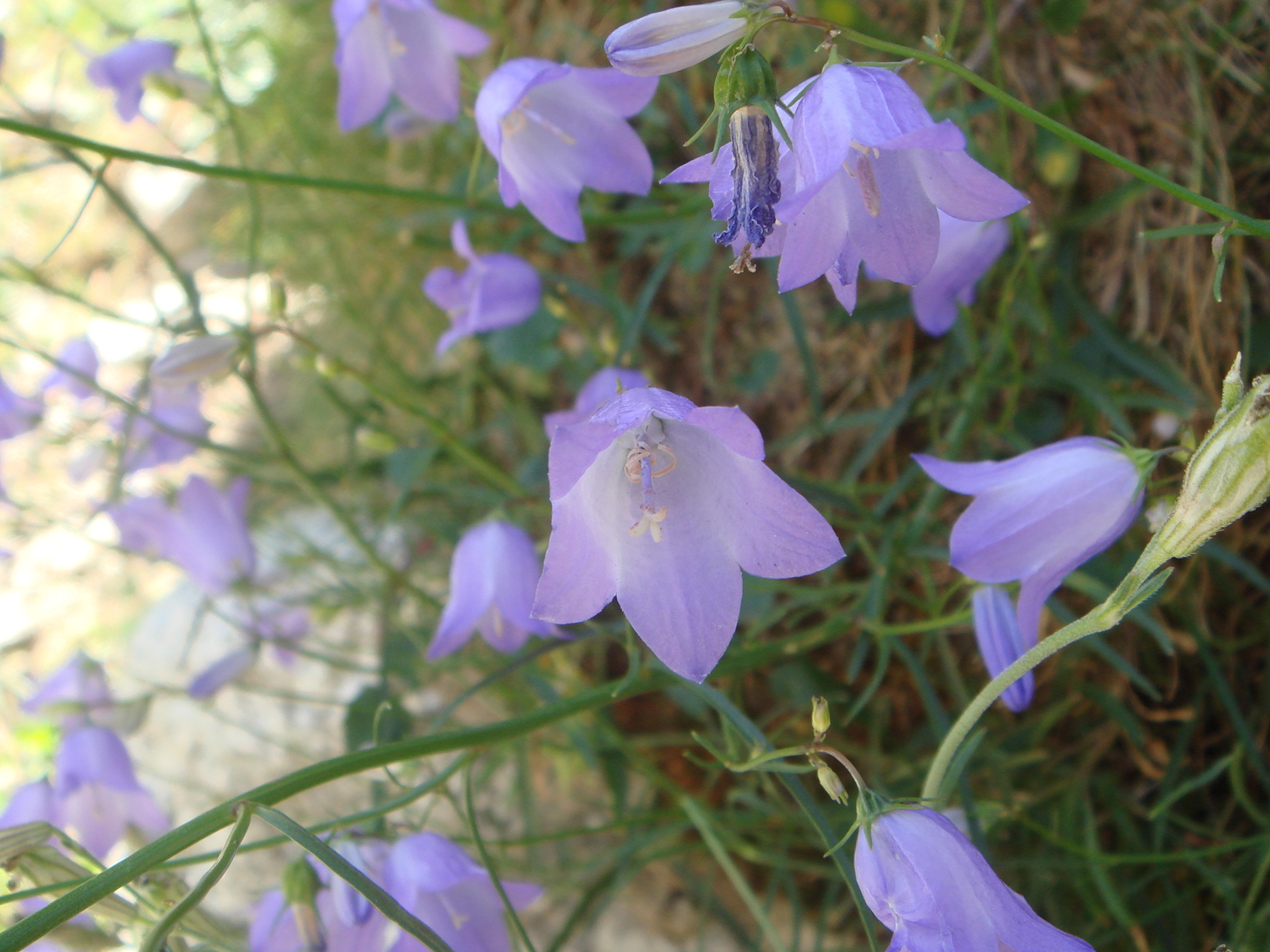